# Национальный парк Козара
Национальный парк Козара (серб. Национални парк Козара) — национальный парк в Республике Сербской. Парк площадью в 3520 гектаров был создан в 1987 году с целью защиты культурного, исторического и природного наследия в окрестностях горы Козара. Национальный парк Козара входит в Федерацию национальных парков Европы — EUROPARC. 
Центральную часть парка занимает плато Мраковица. Присутствуют и другие горы и возвышенности: Гола планина (876 м.), Рудине (750 м.), Ярчевица (740 м.), Главуша (793 м.), Бешича-Поляна (784 м.), Врновачка-Глава (719 м.), Бенковац-Юришина коса (705 м.), Шупльиковац (652 м.), Зечийи-Камен (667 м.), Козарачки-Камен (659 м.) и др.
В этих местах в 1942 году произошла известная Битва на Козаре.

## Галерея

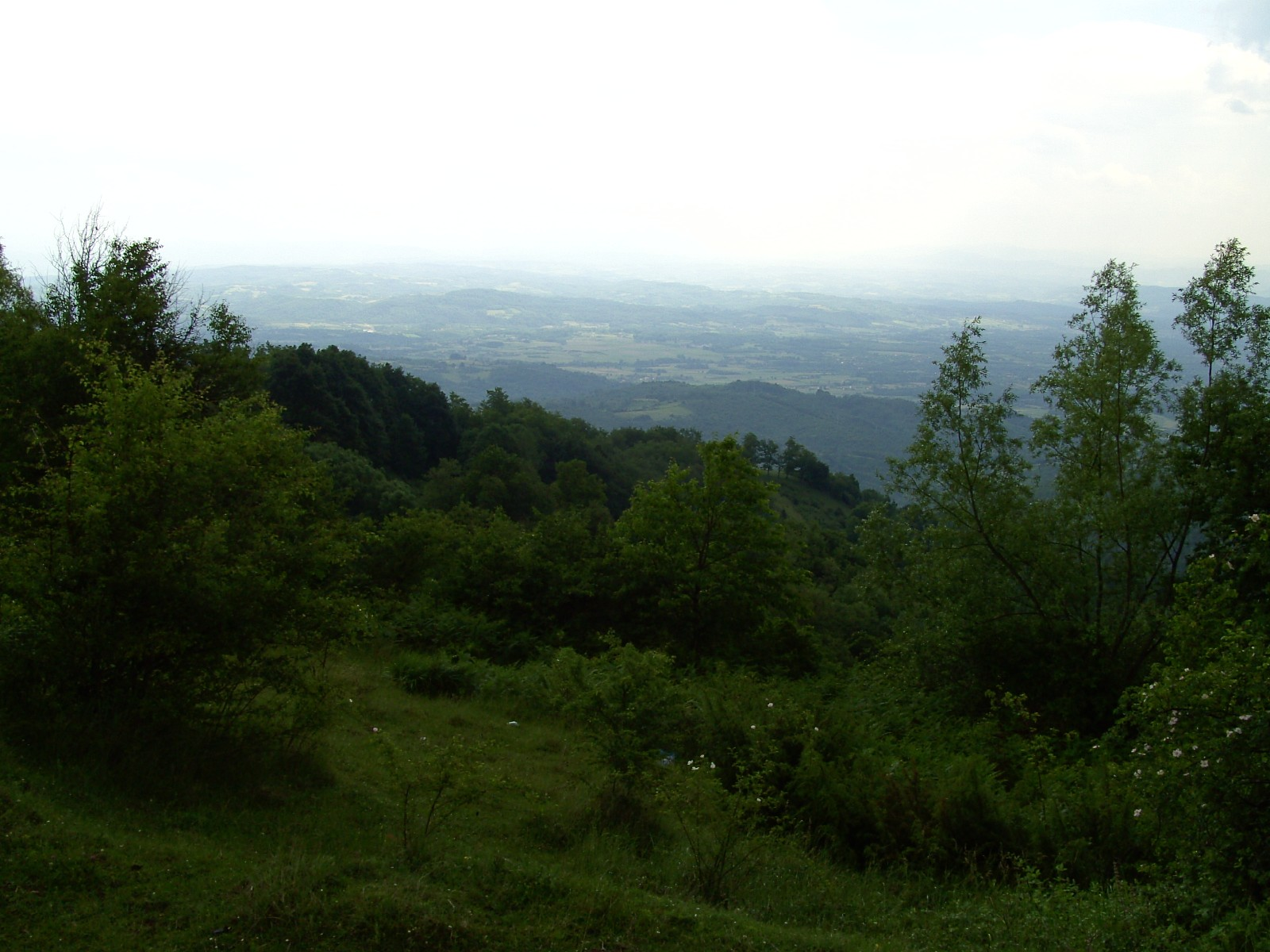
Панорама парка
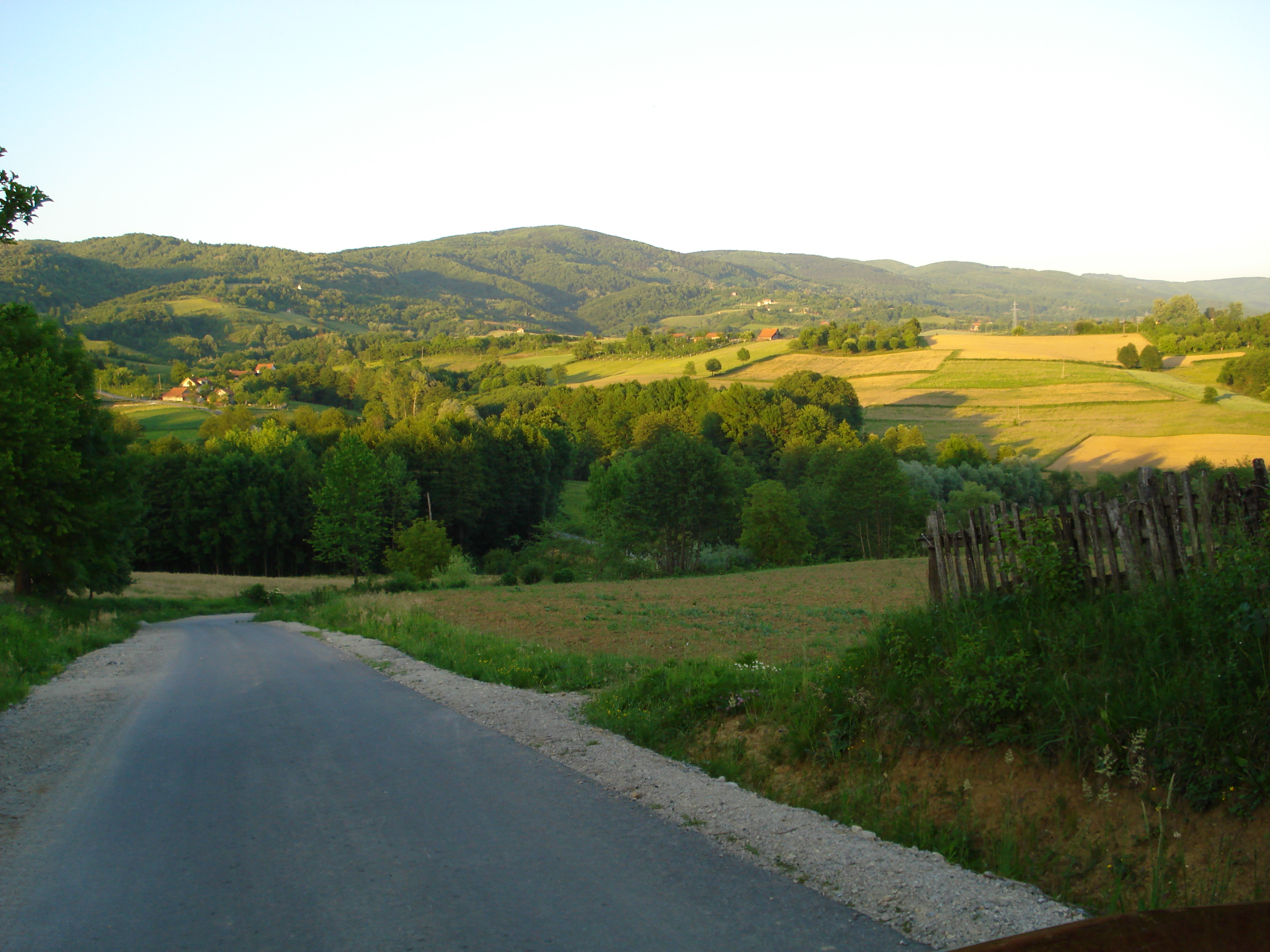
Деревня Паланчишта на горе Козара